# Facultad de Farmacia (Universidad de La Laguna)
La Facultad de Farmacia de la Universidad de La Laguna, creada en 1974, se localiza en el campus de Anchieta, junto a la Facultad de Química. En ella se imparte el Grado en Farmacia, la Licenciatura en Farmacia y la Licenciatura en Ciencia y Tecnología de los Alimentos, así como el máster en Seguridad y Calidad de los Alimentos y el doctorado en Ciencias Biofarmacéuticas. 

## Departamentos
- Departamento de Análisis matemático.
- Departamento de Anatomía, Patología e Histología.
- Departamento de Bioquímica y Biología Molecular.
- Departamento de Biología Vegetal.
- Departamento de Edafología y Geología.
- Departamento de Estadística, Investigación Operativa y Computación.
- Departamento de Filología Inglesa y Alemana.
- Departamento de Fisiología.
- Departamento de Ingeniería Química y Tecnología Farmacéutica.
- Departamento de Microbiología y Biología Celular.
- Departamento de Medicina Física y Farmacológica.
- Departamento de Medicina Interna, Dermatología y Psiquiatría.
- Departamento de Obstetricia y Ginecología, Pediatría, Medicina Preventiva y Salud Pública, Toxicología y *Departamento de Medicina Legal y Forense.
- Departamento de Parasitología, Ecología y Genética.
- Departamento de Química Analítica, Nutrición y Bromatología.
- Departamento de Química Física.
- Departamento de Química Inorgánica.
- Departamento de Química Orgánica.

## Estadísticas
| 1998/99 | 1999/00 | 2000/01 | 2001/02 | 2002/03 | 2003/04 | 2004/05 | 2005/06 | 2006/07 | 2007/08 | 2008/09 | 2009/10 |
| ------- | ------- | ------- | ------- | ------- | ------- | ------- | ------- | ------- | ------- | ------- | ------- |
| 1001    | 1000    | 960     | 928     | 888     | 962     | 930     | 964     | 986     | 981     | 969     | 973     |